# Fåll

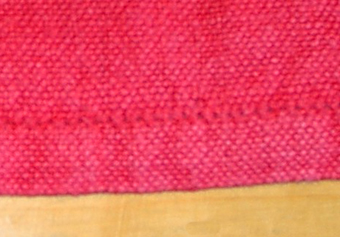
Fåll med hålsöm

Fåll är en invikt och tillsydd tygkant, eller ibland en uppvikning och uppläggning i nederkanten av kläder. I äldre språkbruk användes ordet fåll om längsgående, tillsydda veck på ett klädesplagg.
Vid vävning ingår fållen i vävsedelns beräkning av varpens längd och bestäms således på ett tidigt stadium, men för alla eventualiteters skull är det vanligt att lägga till lite längd på varpen för att ha handlingsutrymme att åstadkomma andra slags fållar och avslutningar än man ursprungligen tänkt sig. I synnerhet om man är osäker på valet av frans eller vävd fåll påverkas varpens åtgång. 
Fransar förbrukar ofta avsevärt längre varp än vävda fållar.
Bredden på fållen avgörs av tygets totala mått och tygets funktion. En matta har ofta avsevärt bredare fåll än en tunn bordsduk vävd i tunnaste lingarn. Fållen behöver också anpassas till tygets eventuella mönster.
För en väv avsedd som väggbonad skall man inräkna monteringsmetoden i överkant och nederkant. För en frans som flätas åtgår avsevärt mer varp än för en oflätad frans.